# Spider-Man: Homecoming
Spider-Man: Homecoming är en amerikansk superhjältefilm om Spider-Man från 2017, i regi av Jon Watts. Det är en reboot och den sextonde delen i serien Marvel Cinematic Universe (MCU). Rollerna spelas av Tom Holland, Michael Keaton, Jon Favreau, Zendaya, Donald Glover, Tyne Daly, Marisa Tomei och Robert Downey, Jr. Filmen handlar om Peter Parker som försöker leva ett vanligt liv som high school-student, samtidigt bekämpar han brottslingar som superhjälten Spider-Man.
Spider-Man: Homecoming fick positiva recensioner från flera kritiker. Många hyllade särskilt Hollands insats, filmens musik och actionsekvenserna. En uppföljare, Spider-Man: Far From Home, släpptes i juli 2019. En tredje film, Spider-Man: No Way Home hade premiär den 15 december 2021.

## Rollista (i urval)
- Tom Holland – Peter Parker / Spider-Man
- Michael Keaton – Adrian Toomes / Vulture
- Robert Downey, Jr. – Tony Stark / Iron Man
- Marisa Tomei – May Parker
- Jon Favreau – Harold "Happy" Hogan
- Zendaya – Michelle "MJ" Jones
- Jacob Batalon – Ned
- Laura Harrier – Liz
- Donald Glover – Aaron Davis
- Tony Revolori – Eugene "Flash" Thompson
- Bokeem Woodbine – Herman Schultz / Shocker
- Logan Marshall-Green – Jackson "Montana" Brice
- Michael Chernus – Phineas Mason / Tinkerer
- Gwyneth Paltrow – Virginia "Pepper" Potts
- Jennifer Connelly – Karen (röst)
- Tyne Daly – Anne Marie Hoag
- Kenneth Choi – Jim Morita
- Hannibal Buress – Coach Wilson
- Martin Starr – Mr. Harrington
- Selenis Leyva – Ms. Warren
- Isabella Amara – Sally
- Jorge Lendeborg Jr. – Jason
- J.J. Totah – Seymour
- Abraham Attah – Abe
- Tiffany Espensen – Cindy
- Angourie Rice – Betty Brant
- Michael Barbieri – Charles
- Ethan Dizon – Tiny
- Martha Kelly – Tour Guide
- Michael Mando – Mac Gargan
- Garcelle Beauvais – Doris Toomes
- Stan Lee – Gary (cameo)
- Chris Evans – Steve Rogers / Captain America (cameo)
- Kerry Condon – F.R.I.D.A.Y. (röst)

## Produktion

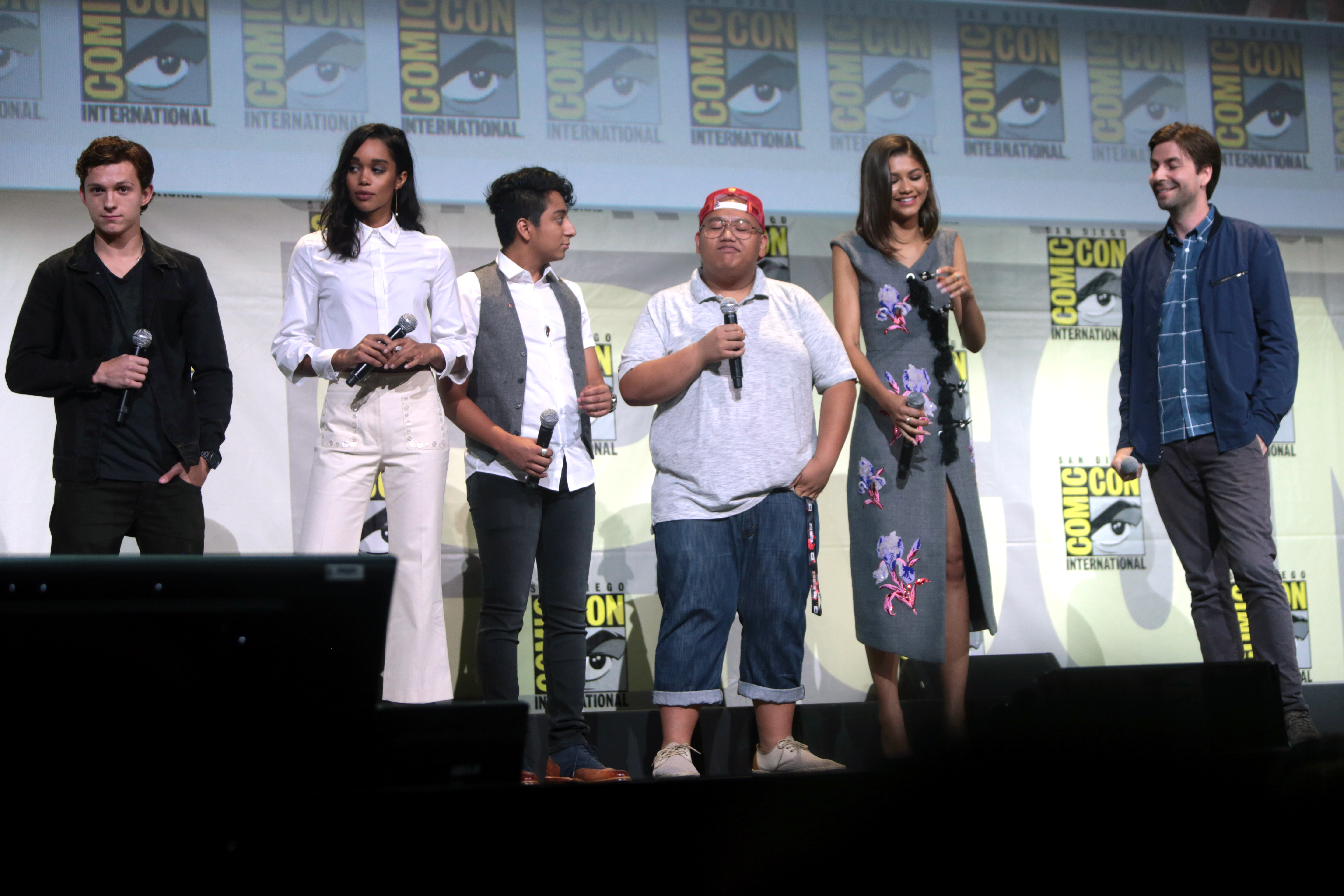
Tom Holland, Laura Harrier, Tony Revolori, Jacob Batalon, Zendaya och regissören Jon Watts marknadsför filmen vid San Diego Comic-Con 2016.

### Utveckling
I november 2014 blev Sony Pictures utsatta för en hackattack där läckta mail mellan styrelseordförande Amy Pascal och president Doug Belgrad visade att Sony ville att Marvel Studios skulle producera en ny trilogi baserad på Spider-Man. Sony skulle dock behålla den kreativa kontrollen, marknadsföringen och distributionen av filmerna. Diskussionerna mellan Sony och Marvel kom aldrig fram till någonting. Istället planerade Sony att de själva skulle producera filmerna. Men i februari 2015 meddelade Marvel Studios att Spider-Man är en del av deras fiktiva filmuniversum Marvel Cinematic Universe. I Captain America: Civil War syntes Spider-Man för första gången i universumet. Kevin Feige och Amy Pascal kommer att tillsammans med Sony Pictures producera den nya filmen. Avi Arad och Matt Tolmach, producenterna för de tidigare filmerna, är exekutiva producenter. Releasedatumet blir den 28 juli 2017 och är en reboot. En yngre version av Peter Parker kommer att användas. Både Logan Lerman och Dylan O'Brien var påtänkta för huvudrollen. I mars 2015 cirkulerade rykten om att Drew Goddard skulle skriva samt regissera filmen. O'Brien sade att han inte hade kontaktats för rollen. I april 2015 ryktades att någon av skådespelarna Nat Wolff, Asa Butterfield, Tom Holland, Timothée Chalamet och Liam James skulle spela Spider-Man.
I maj 2015 gick det rykten om att någon av regissörerna Jonathan Levine, Ted Melfi, Jason Moore, teamet John Francis Daley och Jonathan Goldstein, och Jared Hess övervägde att regissera filmen. Butterfield, Holland, Judah Lewis, Matthew Lintz, Charlie Plummer och Charlie Rowe provspelade för rollen Spider-Man. De sex valdes ut av över 1500 skådespelare. I början av juni 2015 pekades Levine, Melfi, Daley och Goldstein, och Jon Watts ut som favoriter att regissera filmen. Holland och Rowe pekades ut som favoriter att spela Spider-Man. Båda fick göra en till provspelning. Den 23 juni 2015 fick Holland huvudrollen och Watts blev anlitad som regissör.
I juli 2015 fick man veta att Marisa Tomei hade erbjudits rollen som Parkers faster, May. Det framkom också att Daley och Goldstein skulle skriva manuset till filmen. De sade att manuset kommer visa hur Parker hanterar sina nya förmågor som ännu inte är bra med dem. Hans rädslor och svagheter porträtteras också. Till exempel visar han höjdskräck när han bestiger Washingtonmonumentet.
I oktober 2015 sade Watts att man kommer att få se en Parker som försöker hitta sig själv i filmen. För att förbereda sig läste han de ursprungliga Spider-Man-serierna som Ultimate Spider-Man och Spider-Man Loves Mary Jane. Filmen var också influerad av John Hughes tonårsfilmer.

### Förproduktion
I januari 2016 flyttades datumet till den 7 juli 2017. I början av mars 2016 fick Zendaya rollen som en av Parkers klasskamrater. Det blev också bekräftat att Tomei ska spela May Parker. Följande månad bekräftade Feige att några av karaktärerna från de tidigare MCU-filmerna syns i filmen. Vid CinemaCon 2016 blev det klart att filmens officiella titel är Spider-Man: Homecoming. Titeln är en hänvisning till traditionen hemvändardag och att karaktären är nu "hemma" hos Marvel och MCU. Tony Revolori och Laura Harrier anslöt sig till rollbesättningen som Parkers klasskamrater. Robert Downey, Jr. kommer att göra ett framträdande i filmen som Iron Man.
Michael Keaton erbjöds rollen som en av skurkarna men hoppade av kort därefter på grund av schemakonflikter med filmen The Founder. I maj 2016 fick han rollen efter förändringar med schemat. I juni 2016 hade Michael Barbieri fått en roll, Kenneth Choi hade fått rollen som rektor på Parkers skola och Logan Marshall-Green skulle spela en skurk. Donald Glover och Martin Starr fick också roller.
Marvel gjorde ett medvetet beslut att mestadels undvika att inkludera eller referera till karaktärer som förekommit i tidigare Spider-Man-filmer, som tidningen The Daily Bugle och Mary Jane Watson. Zendayas roll Michelle fick dock initialerna "MJ" som är en slags hyllning till karaktären.
Spider-Mans dräkt i filmen har ett inbyggt system med artificiell intelligens. Loggan på bröstet är en drönare som fjärrstyrs. Hans nätskjutare har valbara inställningar.

### Inspelning och rollbesättning
Inspelningen påbörjades den 20 juni 2016. Den största delen av filmandet skedde vid Pinewood Atlanta Studios i Fayette County, Georgia. Några scener spelades in på skolan Grady High School i Atlanta och i New York.
Nya roller tilldelades efter starten av inspelningen: Isabella Amara, Jorge Lendeborg Jr., J.J. Totah, Hannibal Buress, Selenis Leyva, Abraham Attah, Michael Mando, Tyne Daly, Garcelle Beauvais, Tiffany Espensen, Angourie Rice och Bokeem Woodbine som skurk. Vid San Diego Comic-Con 2016 bekräftade Marvel att Zendaya, Harrier och Revolori är under respektive roll Michelle, Liz Allan och Flash Thompson. Jacob Batalon skulle spela Ned. Det blev också avslöjat att Vulture är en av skurkarna i filmen, medan Watts, Christopher Ford, Chris McKenna och Erik Sommers kommer att hjälpa Goldstein och Daley med manuset.
I slutet av april 2016 fick Martha Kelly en roll i filmen. I augusti 2016 blev det klart att Michael Chernus skulle spela Phineas Mason / Tinkerer. I september 2016 fick man veta att Jon Favreau ska återigen spela Happy Hogan. Han spelade rollen i Iron Man-filmerna. Den 3 oktober 2016 avslutades inspelningen.

### Postproduktion
I november 2016 berättade Feige att Keatons roll är Vulture. Woodbines roll visades vara Herman Schultz / Shocker. I mars 2017 sade Harrier att filmen går igenom omtagningar. Chris Evans roll Steve Rogers / Captain America är med i filmen. Han syns i en instruktionsvideo. Filmen kommer att ha extrascener i eftertexterna. I april 2017 sades det att Marshall-Green spelar en annan Shocker.

## Musik
I november 2016 fick man veta att Michael Giacchino skulle komponera musiken. Signaturmelodin till 1960-talets tecknade serie, Spider-Man, hörs i en av låtarna. Soundtracket släpptes den 7 juli 2017.

## Lansering

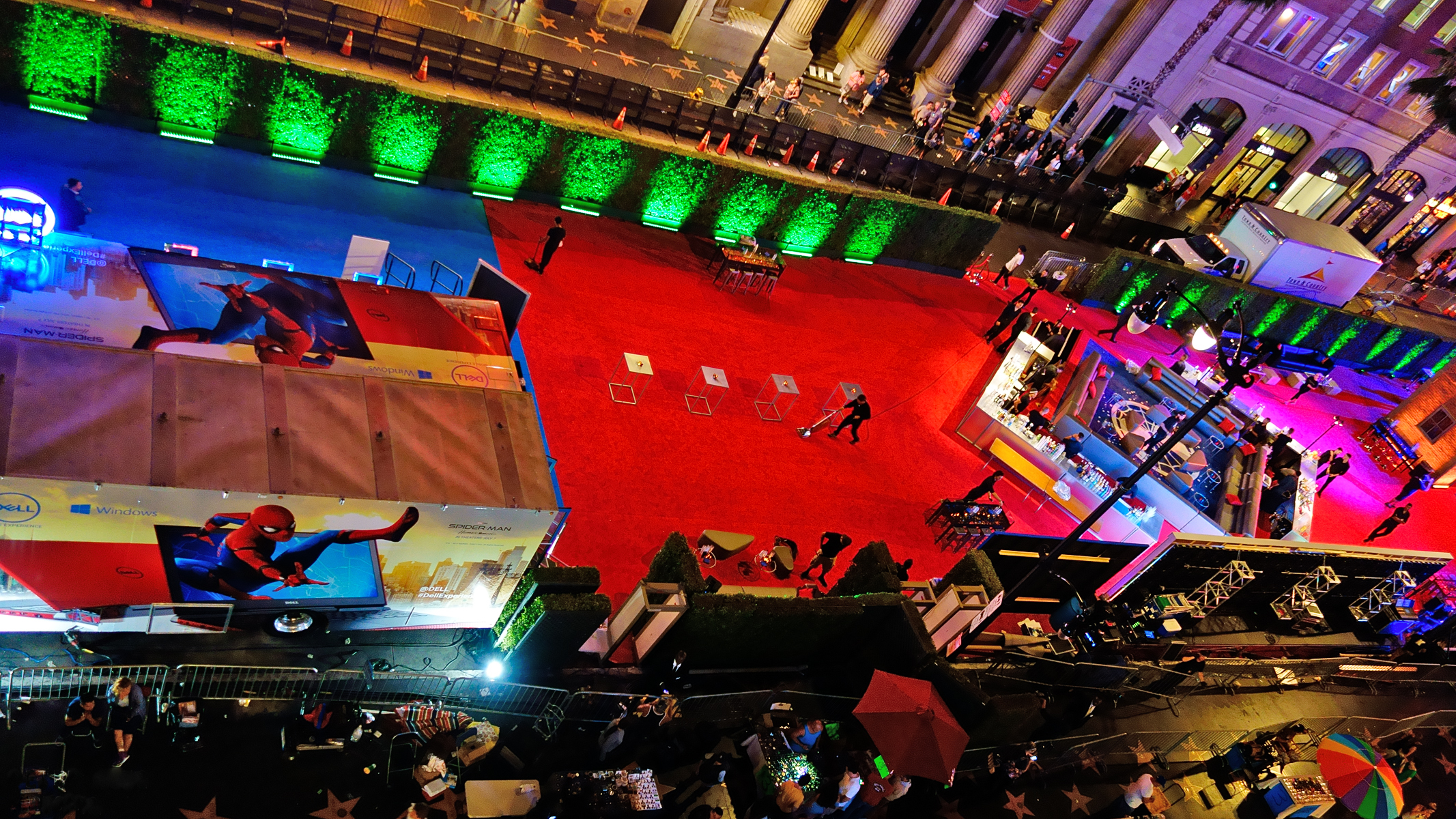
Premiären vid TCL Chinese Theatre.

Spider-Man: Homecoming hade biopremiär vid TCL Chinese Theatre i Hollywood den 28 juni 2017. I Sverige visades filmen den 5 juli 2017.

### Marknadsföring
Den första trailern visades den 8 december 2016 på Jimmy Kimmel Live!. En internationell version av trailern släpptes också.

## Mottagande
Spider-Man: Homecoming fick positiva recensioner från filmkritiker.
Rotten Tomatoes rapporterade att 92 procent, baserat på 318 recensioner, hade satt ett genomsnittsbetyg på 7,7 av 10. På Metacritic nådde filmen genomsnittsbetyget 73 av 100, baserat på 51 recensioner.

## Uppföljare
En uppföljare, Spider-Man: Far From Home, planeras att ha biopremiär den 5 juli 2019.[uppföljning saknas]
I september 2019 meddelade Marvel Studios och Sony Pictures att de skulle producera en tredje film. Filmen är planerad att släppas den 17 december 2021.[uppföljning saknas]